# Filip Vermoelen
Filip Jozef Vermoelen (27 februari 1759 - 15 februari 1825) was burgemeester van Antwerpen van mei 1814 tot juli 1817.

## Levensloop
Vijf van zijn voorouders waren eerder al burgemeester van de stad, onder andere Hendrik Van der Moelen in de 15e eeuw. Filip Vermoelen was onder de Franse bezetting adjunct van de maire en toen deze in mei 1814 samen met de Franse troepen wegtrok, kreeg Vermoelen het bestuur in handen. Geallieerde troepen legerden in de stad en verzorgden er hun gewonden. Als Vermoelen de sleutels van de stad overhandigde aan de Oostenrijkse generaal Kunigl, verwachtten de Antwerpenaars een herstel van de Zuidelijke Nederlanden onder keizerlijk gezag. Maar het Congres van Wenen herstelde de Nederlanden in hun geheel onder koning Willem I.
In 1817 hervormde de regering van Willem I het stadsbestuur en werd Vermoelen opgevolgd door Florent van Ertborn.
Van 1787 tot 1837 was Vermoelen mededirecteur van de Koninklijke Buskruitfabriek Cooppal in Wetteren-Ten-Ede, zij het met een onderbreking van 1796 tot 1816, toen de fabriek gesloten was als gevolg van de Franse overheersing. In 1815 had Pieter Frans Cooppal, de zoon van de stichter, toestemming gekregen de productie te herbeginnen.
Filip Vermoelen was eigenaar van kasteel Heemsdael in Hemiksem. Hij werd er samen met zijn vrouw, Anne-Marie Martini, begraven aan de noordzijde van de Sint-Niklaaskerk.

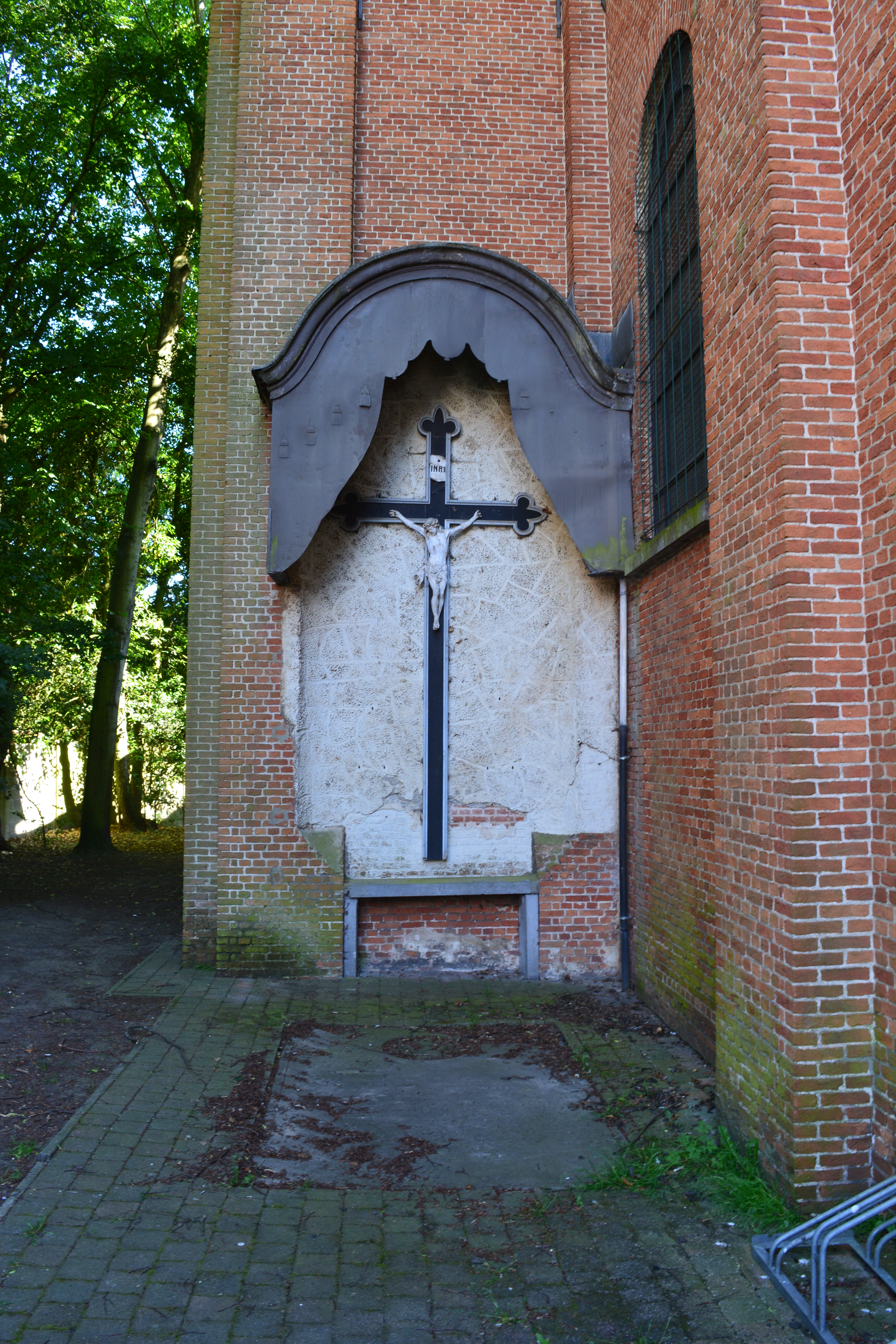
Graf van F.J. Vermoelen en zijn vrouw A.M. Martini

- International Standard Name Identifier: 0000 0003 8823 6976
- Nederlandse Thesaurus van Auteursnamen: 218121725
- Virtual International Authority File: 281328757
- WorldCat: E39PBJcccVkPVFMVKxykpTttKd